# OR5D13
OR5D13 (англ. Olfactory receptor family 5 subfamily D member 13 (gene/pseudogene)) – білок, який кодується однойменним геном, розташованим у людей на короткому плечі 11-ї хромосоми. Довжина поліпептидного ланцюга білка становить 314 амінокислот, а молекулярна маса — 35 447.
| 10         |  | 20         |  | 30         |  | 40         |  | 50         |
| ---------- |  | ---------- |  | ---------- |  | ---------- |  | ---------- |
| MMASERNQSS |  | TPTFILLGFS |  | EYPEIQVPLF |  | LVFLFVYTVT |  | VVGNLGMIII |
| IRLNSKLHTI |  | MCFFLSHLSL |  | TDFCFSTVVT |  | PKLLENLVVE |  | YRTISFSGCI |
| MQFCFACIFG |  | VTETFMLAAM |  | AYDRFVAVCK |  | PLLYTTIMSQ |  | KLCALLVAGS |
| YTWGIVCSLI |  | LTYFLLDLSF |  | CESTFINNFI |  | CDHSVIVSAS |  | YSDPYISQRL |
| CFIIAIFNEV |  | SSLIIILTSY |  | MLIFTTIMKM |  | RSASGRQKTF |  | STCASHLTAI |
| TIFHGTILFL |  | YCVPNPKTSS |  | LIVTVASVFY |  | TVAIPMLNPL |  | IYSLRNKDIN |
| NMFEKLVVTK |  | LIYH       |  |            |  |            |  |            |

A: Аланін

C: Цистеїн

D: Аспарагінова кислота

E: Глутамінова кислота

F: Фенілаланін

G: Гліцин

H: Гістидин

I: Ізолейцин

K: Лізин

L: Лейцин

M: Метіонін

N: Аспарагін

P: Пролін

Q: Глутамін

R: Аргінін

S: Серин

T: Треонін

V: Валін

W: Триптофан

Кодований геном білок за функціями належить до рецепторів, g-білокспряжених рецепторів, білків внутрішньоклітинного сигналінгу. 
Локалізований у клітинній мембрані, мембрані.